# Amphisbaena slevini
Espèce
Statut de conservation UICN

 DD  : Données insuffisantes
Amphisbaena slevini est une espèce d'amphisbènes de la famille des Amphisbaenidae.

## Répartition
Cette espèce se rencontre dans l'État d'Amazonas au Brésil et en Guyane.

## Étymologie
Cette espèce est nommée en l'honneur de Joseph Richard Slevin.

## Publication originale
- Schmidt, 1936 : Notes on Brasilian amphisbaenians. Herpetologica, vol. 1, no 1, p. 28-32.